# Paul Dumoulin
Pour les articles homonymes, voir Dumoulin.
Paul Dumoulin, né le 18 septembre 1827 à Paris et mort dans la même ville le 5 juillet 1859, est un peintre et caricaturiste français.

## Biographie
Né le 18 septembre 1827 au no 10 de la rue Saint-Germain-des-Prés, Antoine-Paul-Gustave Dumoulin est le fils de Marie-Virginie Taisand et d'Alexandre-Hippolyte Dumoulin, teneur de livres.
Élève d'Hippolyte Lazerges, Paul Dumoulin expose certaines de ses peintures au Salon. Refusé en 1846, il bénéficie deux ans plus tard de l'absence de jury de sélection, celui-ci ayant été momentanément supprimé dans le sillage de la Révolution de février 1848. Dumoulin présente donc trois œuvres au Salon de 1848 : Nature morte, Effet de nuit et Souvenir d'Italie. En 1850-1851, il expose Un marché et le Portrait de M. P. D.... Il participe pour la dernière fois au Salon en 1859, avec un tableau intitulé Faubourg des Charpennes à Lyon, pendant l'inondation de 1856.
Dumoulin est également connu en tant que caricaturiste. Il collabore ainsi au Gaulois, dont il dessine le titre en mai 1858, et où il côtoie Carjat, Hadol et Grévin. Parmi les caricatures qu'il réalise pour cet hebdomadaire, celle du sculpteur Dantan jeune contient son propre autoportrait caricatural sous la forme d'une statuette. À la même époque, Dumoulin travaille pour le photographe Pierre Petit, directeur de la Photographie des Deux-Mondes. Certains des portraits que Dumoulin expose dans ce studio lui valent les félicitations de Gavarni.
Accablé par de graves problèmes financiers et familiaux, Dumoulin décide de mettre fin à ses jours. Le soir du 4 juillet 1859, il achète une mesure de charbon pour s'asphyxier à la fumée de son poêle, au no 55 de la rue du Faubourg-Saint-Martin. Il meurt le lendemain, vers 4 heures du matin. Il est inhumé deux jours plus tard au cimetière de Montmartre (28e division).

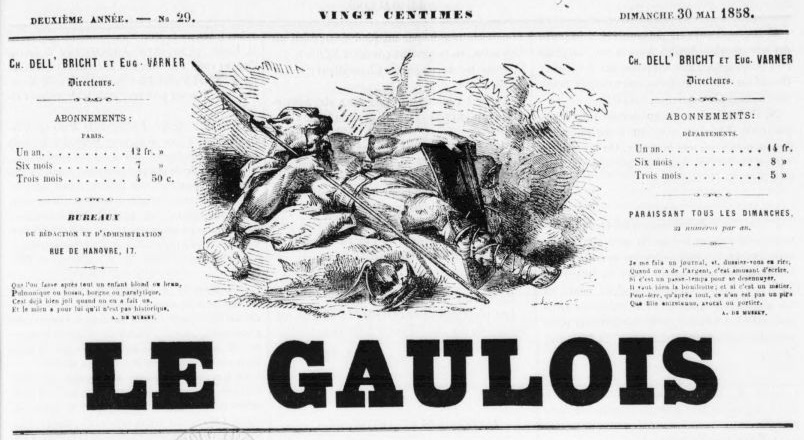
Titre du Gaulois dessiné par Dumoulin (1858)
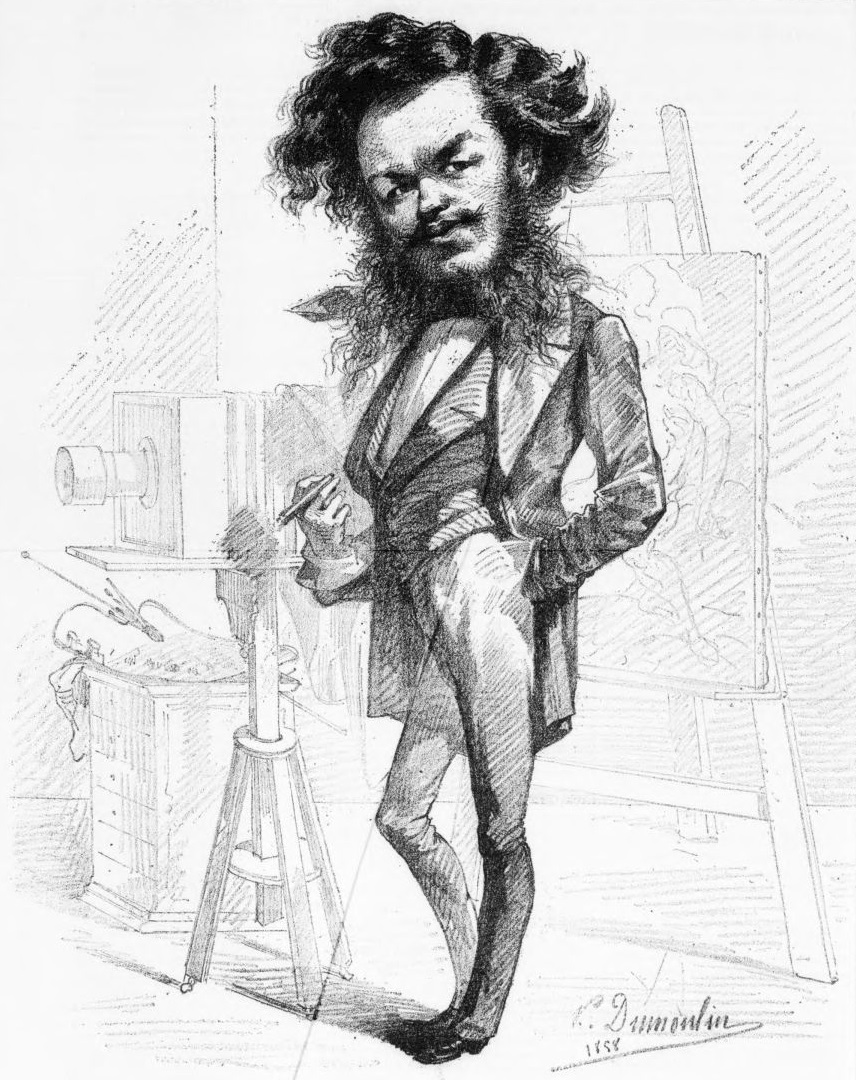
Caricature d'Adrien Tournachon (Le Gaulois, 2 mai 1858)
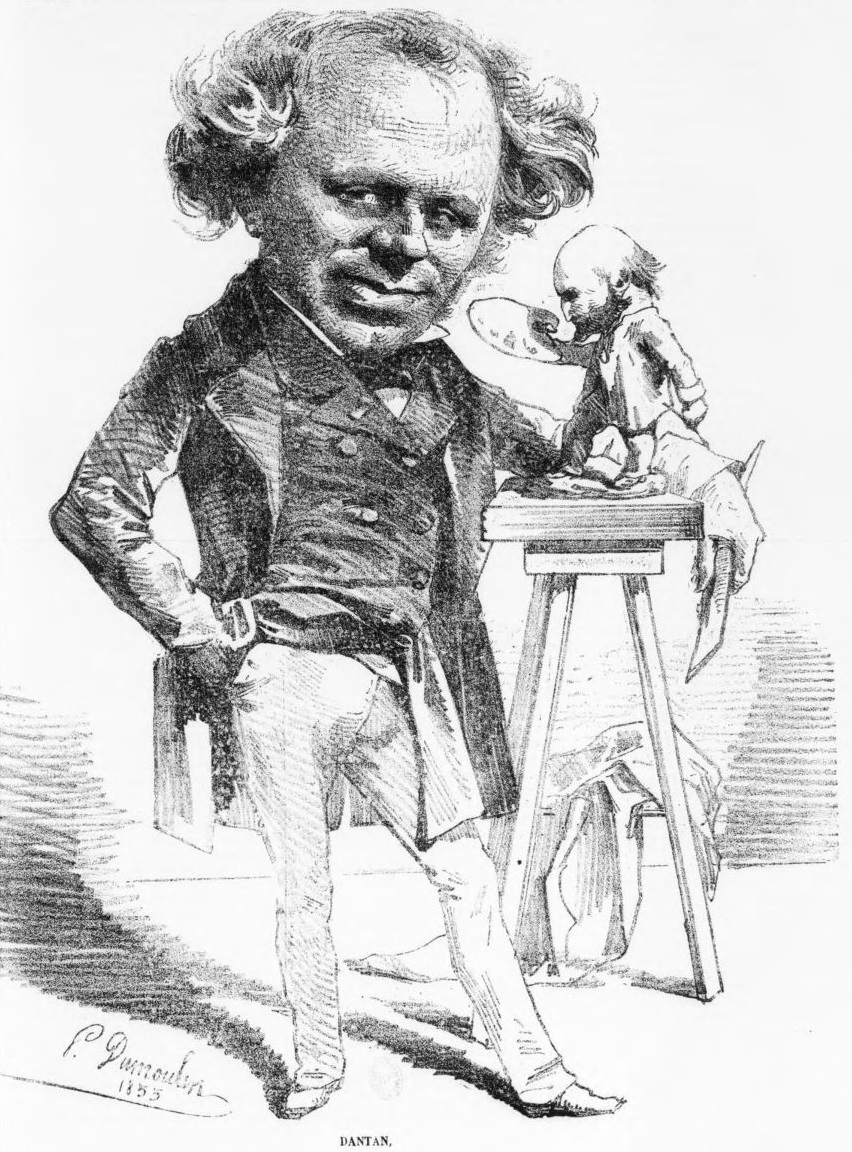
Caricature de Dantan jeune et autoportrait caricatural (Le Gaulois, 20 juin 1858)